# قائمة أعمال أمين معلوف

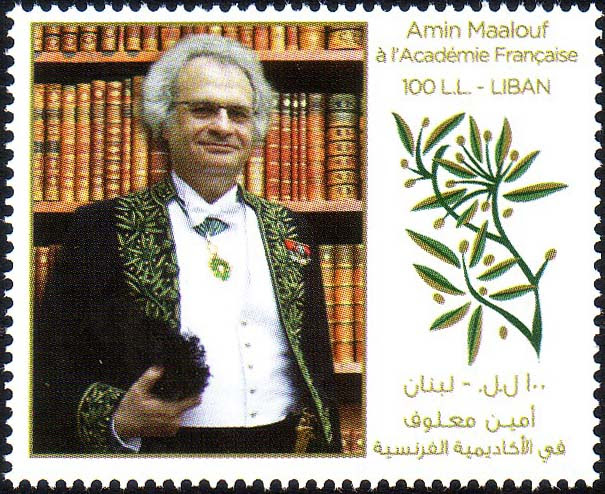
الروائي أمين معلوف

تتنوع أعمال الكاتب والروائي والصحافي اللبناني الفرنسي الشهير "أمين معلوف" ما بين الروايات والكتب والأعمال المسرحية، والتي استطاع بفضلها أن يترك بصمة فريدة في الأدب العربي والأدب العالمي. ومن خلالها حصل على جائزة البوكر العالمية للرواية باللغة الفرنسية.

## أعماله
كتب أمين معلوف الرواية وأشتهر بأعماله الروائية ، ونال الجوائز والتقدير ومحبة القراء بقضلها، كما كتب قصائد الشعر والأوبرا الغنائية ، وقد ترجمت أعماله -الروائبة بالخصوص- إلي معظم لغات العالم، ومنها اللغة الصينية واللغة اليابانية والعبرية والبنغالية والأندونيسية والفارسية وجميع لغات أوربا علي انتشارها.

### أولاً: الروايات.
| اسم الرواية             | تاريخ النشر | معلومات ببلوجرافية                                                                                               | ملاحظات |
| ----------------------- | ----------- | --- | --- |
| ليون الأفريقي           | 1986م       | ترجمة د. عفيف دمشقية ، عن نسخة دار ج. كلود لاتاس ، الطبعة الأولي بالعربية 1990م عن دار الفارابي - بيروت - لبنان. | رواية تاريخية تسرد الرواية سيرة ذاتية تخييلية، ببنية تحاكي أدب الرحلة، محكية بلسان بطلها الحسن الوزان، المعروف أيضا بليون الإفريقي.            |
| سمرقند                  | 1988م       | ترجمة د. عفيف دمشقية ، عن نسخة دار ج. كلود لاتاس ، الطبعة الأولي بالعربية 1991م عن دار الفارابي - بيروت - لبنان. | |
| حدائق النور             | 1991م       | ترجمة د. عفيف دمشقية ، عن النسخة الأصلية ، الطبعة الرابعة بالعربية 1998م عن دار الفارابي - بيروت - لبنان.        | |
| القرن الأول بعد بياتريس | 1992م       | ترجمة ، نهلة بيضون ، الطبعة الأولي بالعربية 1997م عن دار الفارابي - بيروت - لبنان.                               | هناك ترجمة ثانية في ذات العام من قبل روز مخلوف عن دار ورد للطباعة والنشر والتوزيع - دمشق -سورية.                                               |
| صخرة طانيوس             | 1993م       | ترجمة ، نهلة بيضون ، الطبعة الأولي بالعربية 2001م عن دار الفارابي - بيروت - لبنان.                               | |
| موانيء الشرق            | 1996م       | ترجمة ، نهلة بيضون ، الطبعة الأولي بالعربية 1998م عن دار الفارابي - بيروت - لبنان.                               | وتسمي أيضاً بسلالم الشرق - هناك ترجمة ثانية في ذات العام من قبل منيرة مصطفي عن دار ورد للطباعة والنشر والتوزيع - دمشق -سورية. طبعة ثانية منقخة. |
| رحلة بلداسار            | 2000م       | ترجمة ، نهلة بيضون ، عن النسخة الأصلية، الطبعة الأولي بالعربية عن دار الفارابي - بيروت - لبنان.                  | |
| التائهون                | 2012م       | ترجمة ، نهلة بيضون ، الطبعة الأولي بالعربية2013م عن دار الفارابي - بيروت - لبنان.                                | |
| إخوتنا الغرباء          | 2021م       | ترجمة نهلة بيضون ، دار الفارابي - بيروت - لبنان                                                                  | |

### ثانياً: الكتب.
| اسم الكتاب                                     | تاريخ النشر | معلومات ببلوجرافية                                                                                           | ملاحظات                               |
| ---------------------------------------------- | ----------- | --- | ------------------------------------- |
| الحروب الصليبية كما رآها العرب.. عرض تاريخي    | 1983م       | ترجمة ، د.عفيف دمشقية، عن نسخة ج. كلود لاتاس، الطبعة الأولي بالعربية عام 1989 عن دار الفارابي- بيروت - لبنان |                                       |
| الهويات القاتلة                                | 1998م       | ترجمة ، نهلة بيضون ،لطبعة الأولي 2004م ، دار الفارابي - بيروت - لبنان                                        |                                       |
| بدايات                                         | 2004م       | ترجمة ، نهلة بيضون ،لطبعة الأولي 2004م ، دار الفارابي - بيروت - لبنان                                        | سيرة عائلية - حائزة علي جائزة المتوسط |
| الأم أدريانا                                   | 2006م       | دار الفارابي - بيروت - لبنان                                                                                 | بالاشتراك مع نهاية بيضون              |
| اختلال العالم: حضاراتنا المتهافتة              | 2009م       | ترجمة ، ميشال كرم ، الطبعة الأولي 2009م ، دار الفارابي - بيروت - لبنان                                       |                                       |
| مقعد علي ضفاف السين: أربعة قرون من تاريخ فرنسا | 2017م       | ترجمة ، نهلة بيضون ،لطبعة الأولي 2017م ، دار الفارابي - بيروت - لبنان                                        |                                       |
| غرق الحضارات                                   | 2019م       | ترجمة ، نهلة بيضون ،لطبعة الأولي، دار الفارابي - بيروت - لبنان                                               | حاصل علي جائزة ديرزاني الايطالية      |

### أعمال أخري
| اسم العمل   | تاريخ النشر | معلومات ببلوجرافية                              | ملاحظات       |
| ----------- | ----------- | ----------------------------------------------- | ------------- |
| الحب عن بعد | 1999م       | ترجمة نهلة بيضون - دار الفارابي - بيروت - لبنان | مسرحية غنائية |
| الم أدريانا | 2006م       |                                                 | مسرحية شعرية  |